# 天主教盧切拉-特羅亞教區
天主教盧切拉-特羅亞教區（拉丁語：Dioecesis Lucerina-Troiana）是天主教會在義大利的一個教區。屬福賈-波維諾總教區。

## 歷史
盧切拉傳統上被認為成立於3世紀，第一次有文獻記載的主教出現於教宗哲拉修一世的書信中。原屬貝內文托總教區。
特羅亞建立於1019年，教座繼承了在663年被撤銷的埃卡教區。1022年廢棄拜占廷禮，並升為教區。1030年起受聖座直轄。1933年9月29日改屬貝內文托總教區。
1979年4月30日兩教區歸於新成立的福賈教省之下。1986年9月30日成立新的教區並易名至今。

## 現況
教區包括福賈省西部十七市，教座位於盧切拉。2004年有教友74,000人，佔轄區總人口96.7%。教區下轄三十三個堂區，有八十三名司鐸。現任教區主教為道明·科爾納基亞。